# 代姆
代姆（法語：Deyme，法語發音：[dɛm]）是法国上加龙省的一个市镇，属于图卢兹区。

## 地理
代姆（43°28'46"N, 1°31'37"E）面积7.05 平方千米，位于法国奧克西塔尼大區上加龙省，该省份为法国西南部内陆省份，西南端与西班牙接壤，自此顺时针与上比利牛斯省、热尔省、塔恩-加龙省、塔恩省、奥德省和阿列日省接壤。
与代姆接壤的市镇（或旧市镇、城区）包括：蓬佩尔蒂扎、贝尔贝罗、科龙萨克、多讷维尔、蒙布兰洛拉盖、蒙洛尔。

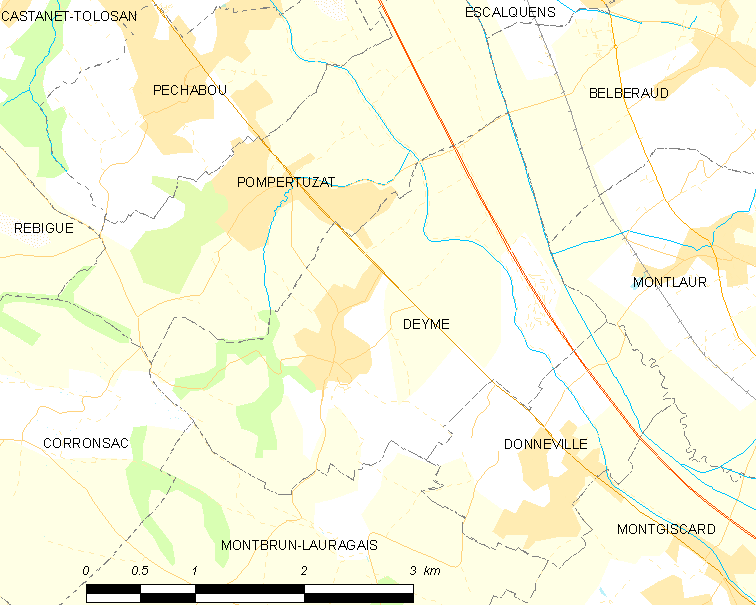
代姆的OSM定位图

代姆的时区为UTC+01:00、UTC+02:00（夏令时）。

## 行政
代姆的邮政编码为31450，INSEE市镇编码为31161。

## 政治
代姆所属的省级选区为埃斯卡尔康斯县。

## 人口

1962-2008年间代姆人口变化图示

代姆于2022年1月1日时的人口数量为1412人。